# لیساویروس
لیساویروس‌ها یا لایساویروس‌ها (به انگلیسی: Lyssavirus) نام یک سرده از آران‌ای ویروس‌های متعلق به خانواده ویرویس‌های میله‌ای از راسته مونونگاویرالس است که پستانداران، از جمله انسان، میزبان طبیعی آن‌ها هستند. این سرده شامل ویروس هاری است که موجب ابتلا به بیماری هاری در انسان می‌شود.

## طبقه‌بندی
| سرده      | گروه ویروسی      | گونه‌ها                    | مثال و (کوته‌نوشت)                 |
| لیساویروس | گروه یک بالتیمور | لیساویروس آراوان          | لیساویروس Aravan (ARAV)           |
| لیساویروس | گروه یک بالتیمور | لیساویروس خفاش استرالیایی | ویروس خفاش استرالیایی (ABLV)      |
| لیساویروس | گروه یک بالتیمور | لیساویروس خفاش Bokeloh    | خفاش Bokeloh (BBLV)               |
| لیساویروس | گروه یک بالتیمور | لیساویروس Duvenhage       | لیساویروس Duvenhage (DUVV)        |
| لیساویروس | گروه یک بالتیمور | لیساویروس خفاش اروپایی ۱  | لیساویروس خفاش اروپایی 1 (EBLV-1) |
| لیساویروس | گروه یک بالتیمور | لیساویروس خفاش اروپایی ۲  | لیساویروس خفاش اروپایی 2 (EBLV-2) |
| لیساویروس | گروه یک بالتیمور | لیساویروس خفاش Gannoruwa  | لیساویروس خفاش Gannoruwa (GBLV)   |
| لیساویروس | گروه یک بالتیمور | لیساویروس ایرکوت          | لیساویروس ایرکوت (IRKV)           |
| لیساویروس | گروه یک بالتیمور | لیساویروس خوجند           | لیساویروس خوجند (KHUV)            |
| لیساویروس | گروه یک بالتیمور | ویروس هاری                | ویروس هاری (RABV)                 |
| لیساویروس | گروه ۲ بالتیمور  | لیساویروس خفاش لاگوس      | ویروس خفاش لاگوس (LBV)            |
| لیساویروس | گروه ۲ بالتیمور  | لیساویروس موکولا          | لیساویروس موکولا (MOKV)           |
| لیساویروس | گروه ۲ بالتیمور  | لیساویروس خفاش شیمونی     | لیساویروس خفاش شیمونی (SHIBV)     |
| لیساویروس | گروه ۳ بالتیمور  | لیساویروس خفاش قفقاز غربی | لیساویروس خفاش قفقاز غربی (WCBV)  |
| لیساویروس | گروه ۴ بالتیمور  | لیساویروس ایکوما          | لیساویروس Ikoma (IKOV)            |
| لیساویروس | گروه ۴ بالتیمور  | لیساویروس خفاش لیلیدا     | لیساویروس خفاش لیلیدا (LLEBV)     |

## ویروس‌شناسی

### ساختار
ویریون لیساویروس‌ها حدود ۷۵ نانومتر عرض و ۱۸۰ نانومتر طول دارد و عموماً دارای تقارن مارپیچی هستند اما انواع بیماری‌زا برای انسان، بیشتر تقارن مکعبی و ظاهری مشابه یک چندوجهی منتظم دارند.
ساختار این ویروس‌ها شامل یک پوشش ویروسی خارجی خوشه‌ای، یک ناحیه میانی متشکل از پروتئین ماتریس M و یک کپسید است.

### ژنوم
ژنوم لیساویروس‌ها شامل یک مولکول آران‌ای منفی‌گَرد است که پنج پروتئین ویروسی را کد می‌کند: پلیمراز L، پروتئین ماتریسی M، فسفوپروتئین P، نوکلئوپروتئین N و گلیکوپروتئین G.
ژنوم لیساویروس‌ها خطی است و طول آن حدود ۱۱ هزار جفت‌باز است.
| سرده      | ساختار       | تقارن | کپسید      | آرایش ژنومی | تقسیم‌بندی ژنومی |
| --------- | ------------ | ----- | ---------- | ----------- | --------------- |
| لیساویروس | به شکل گلوله |       | پوشیده شده | خطی         | یک‌طرفه          |

## چرخه تکثیر
تکثیر لیساویروس‌ها سیتوپلاسمی است. ورود به سلول میزبان با اتصال گلیکوپروتئین‌های ویروسی G به گیرنده‌های سطح سلول میزبان انجام می‌شود، که باعث انجام اندوسیتوز با واسطه کلاترین می‌شود. ویروس‌های تکثیر شده در سلول، با جوانه زدن، از سلول میزبان خارج می‌شوند. پستانداران وحشی، به‌ویژه خفاش‌ها و گوشت‌خواران خاص، به عنوان میزبان طبیعی این ویروس‌ها شناخته شده‌اند. روش انتقال لیساویروس‌ها نیز معمولاً از طریق زخم‌های ناشی از گزیدگی است.
| سرده      | جانوران میزبان                                 | تمایل به بافت | روش ورود به سلول           | روش ترک سلول | محل تکثیر | محل ساخت  | انتقال        |
| --------- | ---------------------------------------------- | ------------- | -------------------------- | ------------ | --------- | --------- | ------------- |
| لیساویروس | خفاش‌ها، حشره‌خوارهای دندان‌سفید و گوشتخواران خاص | یاخته‌های عصبی | آندوسیتوز با واسطه کلاترین | جوانه‌زنی     | سیتوپلاسم | سیتوپلاسم | گاز گرفته شدن |

## تشخیص آزمایشگاهی
تا سال ۲۰۱۸، آزمایش پادتن فلورسانس مستقیم (DFA) هنوز روشی طلایی برای تشخیص و شناسایی این ویروس‌ها است. از آن‌جا که روش‌های جدیدتر واکنش زنجیره‌ای پلیمراز رونویسی معکوس (RT-PCR) برای تشخیص لیساویروس‌ها ایجاد شده، اما این روش، بیشتر به‌عنوان یک آزمایش تأییدی انجام می‌شود. آزمایش‌های مبتنی بر این روش، دارای دقت بیشتر و تشخیص قطعی هستند اما به یک دستگاه PCR زمان واقعی و تکنسین‌های ماهر با تجربه در تشخیص مولکولی نیاز است.

## همه‌گیرشناسی

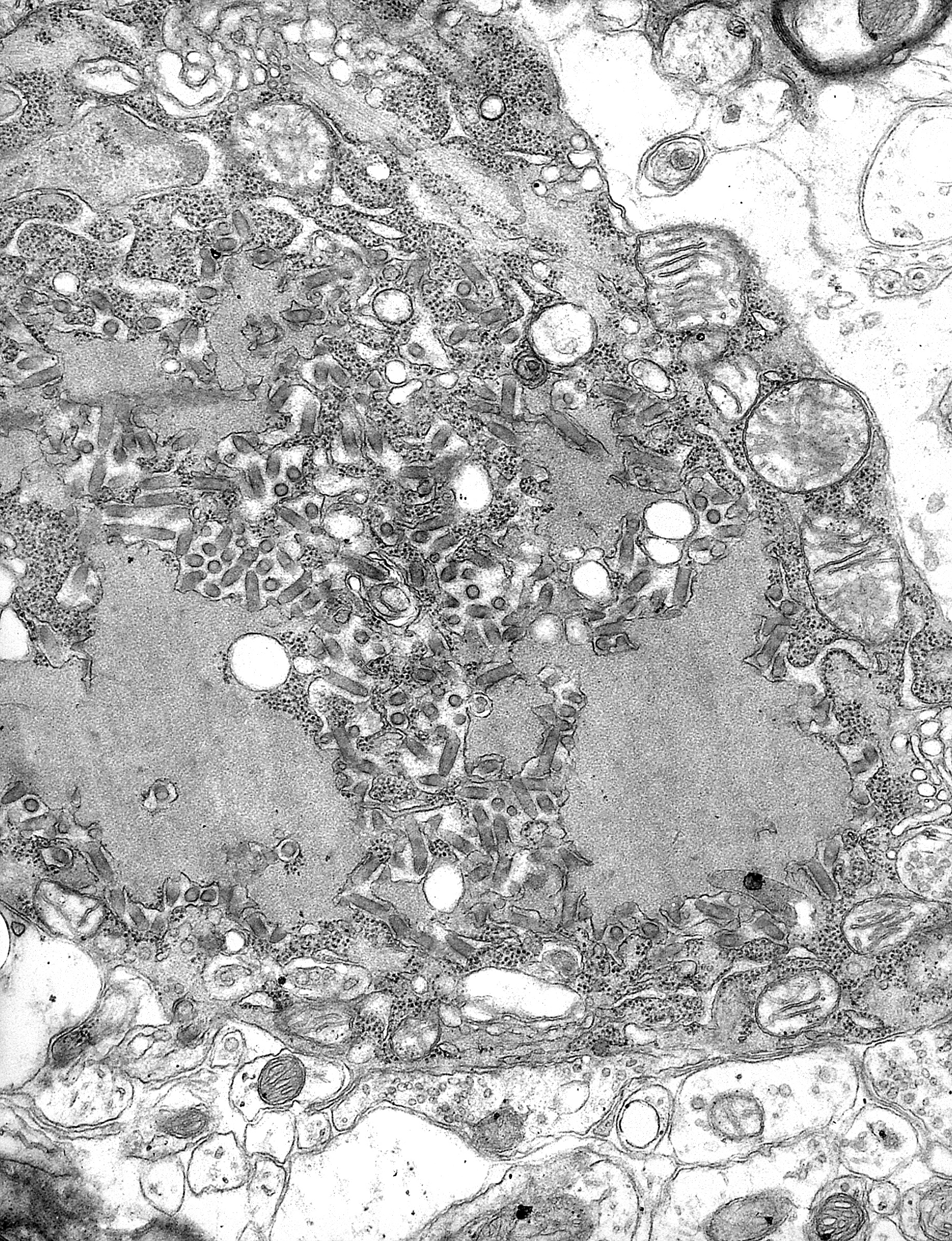
لیساویروس‌ها یا لایساویروس‌ها

ویروس عامل هاری در اکثر نقاط جهان شایع است و می‌تواند توسط بسیاری از پستانداران خون‌گرم منتقل شود. سایر ویروس‌ها در این سرده، ناقلینی معدود با تنوع بسیار پایین دارند و فقط میزبان‌های خاصی می‌توانند هر یک از این گونه‌های ویروسی را حمل کنند. این جانوران میزبان نیز تنها مختص به یک منطقه جغرافیایی خاص هستند. خفاش‌ها ناقل همگی لیساویروس‌ها به جز ویروس موکولا هستند.